# Grand Central – 42nd Street
Grand Central – 42nd Street – stacja metra nowojorskiego, na linii 4, 5, 6 i 7. Znajduje się w dzielnicy Manhattan, w Nowym Jorku i zlokalizowana jest pomiędzy stacjami 51st Street, 33rd Street, Vernon Boulevard – Jackson Avenue i Fifth Avenue – Bryant Park. Została otwarta 22 czerwca 1915.